# جاك كارني
جاك كارني (بالإنجليزية: John Carney)‏ هو لاعب كرة قاعدة أمريكي، ولد في 10 نوفمبر 1866 في سالم في الولايات المتحدة، وتوفي في 19 أكتوبر 1925 في ليتشفيلد في الولايات المتحدة.

## وصلات خارجية
- جاك كارني على موقعبيزبول رفرنس.كوم (الدوري الرئيسي) (الإنجليزية)
- جاك كارني على موقعبيزبول رفرنس.كوم (الدوري الثانوي) (الإنجليزية)